# الأزمات المغربية
كان المغرب محور أزمتين دوليتين عُرفتا باسم "الأزمات المغربية"، حدثتا في عام 1905م و 1911م، وكان أثرهما مهما في سياق المسيرة المؤدية إلى الحرب العالمية الأولى.
في البداية، اهتمت ثلاث دول هي ألمانيا وفرنسا وإسبانيا باستعمار المغرب، فتم عقد مؤتمر الجزيرة الخضراء عام 1906م لتقرير مصير المغرب كمستعمرة أوروبية. 

## الأزمة المغربية الأولى 1905
بعد انقضاء مؤتمر الجزيرة الخضراء عام 1906م، تقاسمت كلا من فرنسا وإسبانيا حصة احتلال الأراضي المغربية، بحيث تحتل إسبانيا شمال المغرب تحت حكمها باستثناء طنجة المدينة المطلة على مضيق جبل طارق باعتبارها مدينة دولية، أما فرنسا فلها أن تحتل وسط المغرب.
كانت الإمبراطورية الألمانية هي الخاسر الأكبر من هذا التقسيم، فأرسلت سفينة حربية إلى مدينة أكادير جنوب المغرب بدعوى حماية مواطنيها، ولكن أمام الأزمات التي واجهتها ألمانيا في بداية هذا القرن، وأمام دعم المملكة المتحدة لفرنسا، تخلت ألمانيا مؤقتا عن المشروع الاستعماري في المغرب، حتى حدوث الأزمة المغربية الثانية.

## الأزمة المغربية الثانية 1911
الأزمة المغربية الثانية أو أزمة أغادير، هي أزمة عالمية وقعت في 1911م بسبب المنافسة الألمانية لفرنسا في المغرب، فأرسلت ألمانيا زورق المدفعية الألماني پانثر (SMS Panther) إلى سواحل أكادير وهددت بقصفه إذا لم تنسحب فرنسا من المغرب.
انتهت الأزمة بحصول ألمانيا على جزء من الكونغو مقابل تخليها عن المغرب لكل من فرنسا وإسبانيا.